# Фангатауфа
Фангатауфа (или Фангатафоа) е малък коралов атол в архипелага Туамоту, Френска Полинезия.
Заедно със съседния атол Муруроа е използван като полигон за близо 200 ядрени опита, извършени от Франция.

## География
В лагуната на атола се навлиза през канал, широк 60 метра и дълбок близо 6,5 метра. На атола е построено малко летище, което сега е изоставено. Достъпът до лагуната е разрешен само със специално разрешение, издадено от Въоръжени силите на Франция.
Днес Фангатауфа е природно убежище за редки видове тихоокеански птици и растения.

## История
В лагуната на Фангатауфа е тествана първата френска водородна бомба (Операция канопус), взривена на 24 август 1968 година. Мощността на устройството е 2,6 мегатона.